# 中田讓治
中田讓治（日语：／ Nakata Jōji，4月22日—），日本男性配音員、演員。出身於東京都。大澤事務所所屬。身高175cm。A型血。
配音代表作有《巖窟王》（基督山伯爵）、《Keroro軍曹》（Giroro伍長）、「Fate系列」（言峰綺禮）。

## 來歷
桐朋學園演劇科畢業。在N·A·C、賢Production、Dream Corporation工作後，加入大澤事務所。

### 學生時代
高中時期的中田讓治性格陰鬱，不善於與人交流，是個愛讀阿蒂爾·蘭波和口安吾書籍的學生。
高中畢業後本身是一母一子的家庭，經濟上根本無法承擔，他認為自己必須找到一份工作並照顧父母。
自己說學生時代朋友並不多，在公園午飯吃便當忘記了大學入試（法學院）的事。因為本身不喜歡學習，覺得戲劇的世界看起來很酷，第二年，他參加了戲劇系的入學考試。以前並沒有表演的經驗。他說如果當時讀的是普通大學的話，可能會去一般公司上班，靠工資過活，早就已經退休了。

### 履歷

#### 作為演員
在桐朋學園短期大學學習戲劇，並在時代劇、刑事劇和特攝影集建立了職業生涯。從培訓學校畢業後，本來打算加入劇團繼續演戲，但當劇團考試落榜後，他改變了主意，放棄了劇團的道路。受熟人的邀請加入了一家演藝製作公司，並繼續在大眾傳媒工作。
出道後不久，1979年，中田在NHK大河劇《草燃》首次獲得固定角色仁田忠常一角，並在富士電視劇飾演滑稽美男子青年偵探寺泉一角。1980年代開始，他作為強勢反派角色演員活躍。在多部作品中演過流氓、黑幫、殺手、暴徒等各種角色，並在特攝影集中扮演邪惡的高管角色。

#### 作為配音員
之後，和中田一起演舞台劇的野村道子說道「如果讓治也覺得不錯的話，為什麼不嘗試一下配音工作呢？」，被徵求後加入賢Production。截至2021年，他對野村感到虧欠。加入賢Production後，中田關注了內海賢二的演出有一段時間。內海的行程早上先是預告片旁白，接著是廣告旁白，然後是動畫錄製，最後是外國片的日語配音。能近距離看到內海做了大量的工作，開著好車，穿著時尚的衣服，有明星氣息的嗓音，還有獨一無二的表演風格，中田一邊觀察內海一邊學習自己如何成為配音員，有時內海也會給他一份演戲的工作。如此，像中田這樣的職業人士回顧這件事說「也許做不到」。
有一段時間，中田既屬於電影公司，又屬於錄音工作室，有一段時間他自己不確定該選擇哪一個。在電影工作中，他沒有確定自己不是處於有一週空閒時間的狀態，也不是處於可以把一切都給對方的狀態，萬一工作交給了其他人，工作來到錄音辦公室時，他就打電話給電影公司，看看日程是否被覆蓋，然後回到錄音工作室，花了很多時間和精力，當配音工作變得忙碌時，經紀公司回覆他「你能決定你要專注於哪一個嗎？」，並比較一下電影工作和錄音工作預扣稅款收據的面額，然後決定「好吧，來做聲音的工作吧！」。作為一名實景真人的演員，他表示自己沒有一個堅定的想法「這樣的角色不是可以嗎？」。中田本身喜歡演戲，但並不只拘泥於舞台、電影、電視、配音等，覺得自己「任何形式的表演都可以，只要有演戲的工作可以，生活就穩定，可以按照自己的節奏去做」。他表示，自己並沒有強烈的願望將一生奉獻給舞台和電影，擔心時間緊迫，沒有基礎無法改善生活。
此後，中田多次受到大澤事務所選角經理的邀請下，看到了可能性，1990年代開始，他將工作主軸轉向配音活動。有一段時間，他以旁白和廣告工作為生，約1993年開始投入配音工作，為動畫和外國電影配音，例如為《機動戰士V鋼彈》配音。第一部有角色名字的固定演出是1994年的《BLUE SEED》中的叢雲。中田將《BLUE SEED》的音響監督若林和弘視為他作為配音員的「親生父母」，並表示教會了他「配音員應該這樣做嗎？」。在那裡學習了很多東西後，他被邀請參加《聖天空戰記》的試鏡，他覺得透過若林的作品，正確地學會如何作為配音員工作。

## 人物、特色
他演過很多苦澀又冷酷的角色。
特長：馬術、爵士舞、網球、棒球。
座右銘是「解體，然後再構築」。
他與山崎巧是好朋友，曾合作演出多部作品。
2024年10月，他加入志願者團體「NOMORE未經授權的AI」，以反對未經人類許可而學習和生成AI語音和視頻。

### 與演出作品的關係
超級戰隊系列
根據本人採訪，推薦中田在《超新星閃光人》飾演薩·卡烏拉一角的人是與他在《GM75小組》中有過關係的導演長石多可男。然而，雖然中田收到了報價，但對自己能否接受出場感到擔心，與出演金屬英雄系列《巨獸特搜Juspion》的朋友高淳子商量之後，因為一句「這真的很有趣。你絕對應該去做吧」所以他決定出演。長石在接下來的《光戰隊覆面人》讓中田擔任客串配音，並在《超獸戰隊生命人》讓中田擔任固定演出。在《海賊戰隊豪快者》第30集之中，中田應當時擔任演出的副導演渡邊勝也的委託，負責為本集中出場的賽伊恩配音。
《羅德斯島戰記》角色「傭兵王卡修」是由負責插畫的出裕所設計，該角色是以薩·卡烏拉為基礎，由出渕設計中田飾演。在電視動畫《羅德斯島戰記 -英雄騎士傳-》裡，中田為傭兵王卡修配音。
鶴岡陽太參與的作品
作為配音員，他曾出演音響監督鶴岡陽太參與的作品，並稱鶴岡為自己的「父母」。
在《HELLSING》裡，中田飾演阿爾卡特一角，這是一個未經試鏡就為他選定的角色，也是這個角色讓他第一次意識到自己的長處，但此後，他表示自己沒有再接過很多類似的角色。截至2021年，他想演更多與阿爾卡特有相似之處的角色，但他感到遺憾的是自己沒有這樣的機會。
在試鏡時，鶴岡和導演前田真宏選擇了中田出演的《巖窟王》裡，他所演的角色是基督山伯爵／埃德蒙·唐泰斯。由於這是一部在深夜播出的作品，用兩季的時間將一本厚重的小說改編成動畫是一個很難想像的挑戰，但是中田本人讓這件事看起來很有趣並讓他參與其中，他說他喜歡這部作品和角色。身為演員，他表示能夠展現和平常的中田不同的一面真是太好了，說「他並不粗俗，而是優雅、貴族氣息，並且擁有聰明、甜美的聲音」。
Keroro軍曹
中田在《Keroro軍曹》裡飾演Giroro伍長，但他出現的作品大多是在深夜時段，當時還沒有被大眾廣泛認識。在這種情況下，《Keroro軍曹》是一個兒童節目，不會在深夜播出，而且有各種各樣的活動，因此它是一個有助於讓這個名字廣為人知的重要作品。所有的演出者都是獨特而友善的人，所以能夠連續7年演出是值得慶幸的事。Giroro伍長有一些搞笑的部分，一些很酷的動作場面，以及與女主角的浪漫，但中田本人對他的外表感到驚訝，並表示他演這個角色很愉快。因為Giroro小時候的聲音是由平松晶子和齋藤千和擔任，他在偶爾定期出現的廣播節目中擔任「讓治版小Giroro」的聲音。
TYPE-MOON作品
從TYPE-MOON同人時期開始，所有的作品他必定會出現（然而，在與TYPE-MOON沒有直接關係的《真月譚 月姬》中並沒有出現）。據負責TYPE-MOON作品角色設定的武內崇透露，中田為了演好廣播劇CD版《空之境界》裡面只有幾句台詞的角色，將當時的同人作品《空之境界》全都讀完了。對於中田在《Fate/stay night》的出現，武內崇表示「如果他（中田）出現的話我會很滿意」和「（至於中田被任命的原因）因為我喜歡他」。

## 演出
粗體字表示主要角色。

### 電視動畫
1985年
- 蒼之流星SPT雷茲納（飛行員）
- 忍者戰士飛影（代表C、隊長、游擊隊A、飛行員、將校 等）
- 高爾夫頑童猿丸（1985年—1987年，三日月星四郎、堅井、凱撒王、球場觀眾）
- 魔法妖精貝露莎（新聞記者）

1988年
- 極速悍將（日语：F (漫画)）（龍二）

1990年
- 快樂的嚕嚕米一家

1991年
- 動畫秘密花園（比利）

1993年
- 美味大挑戰 日美美食戰爭（議員D）
- 機動戰士V鋼彈（旁白[21]、利奧尼特·亞路蒙特巴路[22]、哥德瓦爾德·海恩[23]、曼德拉·索恩[24]、阿德拉斯提亞艦長、士兵）

1994年
- 疾風無敵銀堡壘（戰士雪碧[25]）
- BLUE SEED（1994年—1995年，叢雲[26]）
- 勇者警察傑德卡（赫莫·雷文）

1995年
- 去吧！稻中桌球社（波基）
- 鬼神童子ZENKI（山伏）
- 快打旋風II V（羅斯）

1996年
- 少年桑塔的大冒險（日语：サンタクロースの冒険#テレビアニメ）（佩德羅、高盧）
- 秀逗魔導士系列（1996年—1997年，魔龍王加布）2系列[系列 1]
- 聖天空戰記（弗肯·拉庫爾·德·法尼爾[27]）
- 名偵探柯南（1996年—2017年，山部浩一、鷺沼昇、宇佐美真治、炸彈犯A、木場、仙波和德 等）
- 勇者指令達古王（勇者星人）

1997年
- 中華一番！（韓、黑暗料理界首領）
- 手塚治虫的舊約聖書物語（日语：手塚治虫の旧約聖書物語）（約書亞）
- 尼克斯特戰記EHRGEIZ（日语：ネクスト戦記EHRGEIZ）（駱駝）
- 橫行太保（主人）

1998年
- 星際牛仔（恩普）
- 魔法陣都市（雷弗澤布德斯）
- SHADOW SKILL -影技-（隊長）
- 玲音（黑衣男子）
- 超魔神英雄傳（阿拉丁格爾）
- 吹泡糖危機2040（1998年—1999年，梅森）
- 魔術士歐菲（查爾德曼[28]）
- 浪客劍心 (1996年版)（倫茨少尉）
- 羅德斯島戰記 -英雄騎士傳-（卡修（日语：カシュー・アルナーグI世））
- 失落的宇宙（艾伯特＝凡＝斯塔凱撒[29]）

1999年
- 課長王子（弗馬魯豪特）
- 週刊故事樂園（日语：週刊ストーリーランド）（仲代刑事、旁白、信虎、巡査 等）
- 炸彈人 彈珠人爆外傳V（斯芬克斯羅恩）
- BLUE GENDER（馬爾科姆·李）

2000年
- 沉默的未知（麥可·哈特蘭德）
- 保衛旋風（日语：AWOL -Absent Without Leave-）（納爾遜·澤·波姆）
- 傀儡師左近（小林利夫）
- 忍者亂太郎（船大工）
- 幻影死神（斯普奇E）
- 魯邦三世：一美元戰爭（日语：ルパン三世 1$マネーウォーズ）（納維科夫[30]）

2001年
- 銀河五虎將 FRACTIONS OF THE EARTH（日语：ガイスターズ FRACTIONS OF THE EARTH）（2001年—2002年，瑪古納斯·索爾、安德雷斯·帕默）
- 機巧奇傳希約戰記（中岡）
- SAMURAI GIRL 武俠派女高中生（京極幻彌）
- 神鵰俠侶（郭靖[31]）
- 光劍星傳EX（魔鳥吉涅）
- 狂野禁區（日语：Z.O.E Dolores, i）（努曼）
- PROJECT ARMS（拉爾夫·科爾曼）
- 厄夜怪客（阿爾卡特[32]）
- RUN=DIM（太平洋）

2002年
- 我們這一家（2002年—2009年，武士、電影的演員、井野大人）
- 通靈王 (2001年版)（阿德斯）
- 十二國記（黃鐵）
- 神世紀傳火星（日语：マーズ (漫画)）（2002年—2003年，拉修[33]）
- 數碼寶貝04無限地帶（獸人加魯魯獸（日语：ワーガルルモン）黑）
- 翼神世音（功刀仁）

2003年
- 妮嘉尋親記（鞍職人的親戚）
- 原子小金剛 (2003年版)（艾米麗的爸爸）
- E'S OTHERWISE（布蘭戴德）
- GAD GUARD（巴爾特）
- 銃墓（拉德·卡拉貝爾）
- 現視研（石田）
- 獸兵衛忍風帖 龍寶玉篇（狼牙）
- 機魂末世錄（日语：TEXHNOLYZE）（木俣元治）
- 火影忍者（葉鬼）
- 鋼之鍊金術師（豪林）
- PEACE MAKER鐵（土方歲三）
- 鋼鐵偵探（日语：ヒートガイジェイ）（青年將校A）
- 坦克王（加卡爾）
- ONE PIECE（2003年—2019年，威頓、荷帝·瓊斯[34]）

2004年
- 妖精的旋律（東）
- 巖窟王（基督山伯爵／埃德蒙·唐泰斯[35]）
- 銀河天使X（酒保）
- Keroro軍曹（2004年—2014年，Giroro伍長／Giroro浪人／Giroro龍[36][37]、喬治·中田、青年中田、Geroro艦長、首腦）2系列[系列 2]
- 攻殼機動隊 STAND ALONE COMPLEX（楠檢事）
- 混沌武士（百地銀佐）
- 索斯機械獸IV（面具男）
- 音速小子X（黑歐克）[注 3]
- 蒼穹之戰神（皆城公藏）
- 魔法少女隊（預言家、雲天）
- 烘焙王（葛嵐·凱薩）
- 仙境傳說 THE ANIMATION（赫爾曼）
- 洛克人EXE系列（2004年—2005年，馬連科夫）2系列[系列 3]

2005年
- IGPX（薩·哈姆加拉）
- 天使心（正道會青龍部隊隊長·趙超）
- 植木的法則（尼洛[38]）
- 極上生徒會（旁白）
- 曙光少女（羅伊·雷邦特[39]）
- 新釋 戰國英雄傳說 真田十勇士 The Animation（日语：新釈 眞田十勇士）（明石掃部頭全登[40]）
- 變形金剛：銀河之力（天王密卡登[41]／天王格威龍）
- 零秒出手（2005年—2007年，孟）2系列[系列 4]
- BLOOD+（安謝爾·歌爾德史密斯）
- 魔法少女奈葉A's（克萊德·哈洛溫）
- 蒼穹之戰神 RIGHT OF LEFT（皆城公藏）

2006年
- 機神咆吼DEMONBANE（日语：斬魔大聖デモンベイン）（提圖斯[42]））
- 銀魂（2006年—2007年，道信、藏場當馬）
- Code Geass 反叛的魯路修（2006年—2008年，迪托哈特·利特）2系列[系列 5]
- 奏光之Strain（杜法爾久[43]）
- 西方善魔女 Astraea Testament（萊安蒙公爵）
- Fate/stay night（言峰綺禮）
- 怪醫黑傑克21（副院長）
- 企業傭兵（景山）
- 認真地不認真的怪傑佐羅利（加美茨）

2007年
- 蠟筆小新（2007年—2011年，旁白、小町的丈夫、紅乎乎、電視聲音A）
- 史上最強弟子兼一（狂戰士）
- Sketchbook ～full color's～（熊）
- 惡魔獵人（巴爾）
- 龍鳴（班賽爾·沙加奇）
- 天元突破 紅蓮螺巖（馬堅、羅修〈20年後〉）
- 火影忍者疾風傳（葉鬼）
- 英雄時代（德＝塞＝塔塔羅斯總督）
- BLUE DROP ～天使們的戲曲～（深町學園長）
- 神奇寶貝 鑽石&珍珠（馬修）
- 萌單（丹迪、導演）
- 月面兔兵器米娜（無名氏、尾上P、旁白）
- 幸運☆星（店員1、Giroro伍長）

2008年
- 雨夜之月（日语：あまつき）（沙門）
- 武裝機甲（2008年—2009年，石神邦生[44]）
- 黑塚 KUROZUKA（辨慶〈大和坊〉[45]）
- 鬼太郎 (第5作)（2008年—2009年，夜道怪）
- SCARECROWMAN（日语：スケアクロウマン）（阿拉米斯）
- SOUL EATER（法老）
- 深淵傳奇（2008年—2009年，范恩·葛蘭茲）
- 出包王女（蓋因格魯德）
- 迷宮塔 ～烏魯克之盾～（德魯亞加）
- 隱王（服部十郎）

2009年
- 怪談餐館（醫生）
- CANAAN（計程車司機）
- 豹頭王傳說（雷納斯）
- 黑神 The Animation（修達納）
- 骷髏13 (2008年版)（托馬斯·格雷比克）
- -Saki-（2009年—2014年，原村和的父親、旁白）3系列[系列 6]
- 香格里拉（桃子）
- DARKER THAN BLACK -流星之雙子-（約翰·史密斯）
- Battle Spirits 少年激霸彈（左輪）

2010年
- 聖誕之吻SS（2010年—2012年，旁白〈中多紗江篇〉）2系列[系列 7]
- 最後大魔王（彼得豪森）
- Angel Beats！（直井文人的父親）
- 學園默示錄（高城壯一郎）
- 閃亮雙胞胎（攤主、守門員）
- 強襲魔女2（將軍B）
- 吸血鬼同盟（沃爾夫岡·列根多夫）
- 魔法禁書目錄II（暗咲逢魔）
- 信蜂（維拉牧師）
- 妖怪少爺（2010年—2011年，牛鬼[46]／梅若丸）2系列[系列 8]
- 神奇寶貝保育家 光之軌跡（新原教授）
- WORKING!!（2010年—2015年，音尾兵吾[47]）3系列[系列 9]

2011年
- 境界線上的地平線（2011年—2012年，伊諾森[48]、旁白）2系列[系列 10]
- C³ -魔幻三次方-（阿比斯）
- SKET DANCE（中馬鐵治[49]）
- 幸福光暈（2011年—2013年，大師[50]）2系列[系列 11]
- 哆啦A夢 (水田山葵版)（鏡子）
- 日常（士兵22號）
- Fate/Zero（2011年—2012年，言峰綺禮）2系列[系列 12]
- 轉吧！企鵝罐（權力男子）
- 食夢者瑪莉（約翰·杜）
- 最後流亡 -銀翼的飛夢-（雷納德·貝克）

2012年
- 創聖機械天使EVOL（御子乃·鈴白的父親）
- CØDE:BREAKER 法外制裁者（藤原總理[51]）
- 其中1個是妹妹！（神凪雅的父親）
- 超速變形螺旋傑特（2012年—2013年，真島克勞德博士、惡魔三世）
- 襲來！美少女邪神（羅伊格爾／羅伊·福克）
- 薄櫻鬼 黎明錄（芹澤鴨[52]）
- 神奇寶貝超級願望 Season 2（傑夫）

2013年
- 蒼藍鋼鐵戰艦 -ARS NOVA-（旁白）
- 宇宙戰艦大和號2199（渥夫·弗拉肯（日语：フラーケン）[53]）
- 我的腦內戀礙選項（旁白[54]）
- 戰勇。（路多魯夫[55]、旁白）2系列[系列 13]
- 斷裁分離的罪惡之剪（武者小路祝的父親）
- 天才黃金腦～神之謎（艾尼格瑪[56]）
- 機巧少女不會受傷（西格蒙特[57]）
- 記錄的地平線（2013年—2021年，喵太[58][59][60]、博洛涅澤老大）3系列[系列 14]

2014年
- 斬！赤紅之瞳（利瓦[61]）
- 甘城輝煌樂園救世主（紅龍魯布魯姆）
- 電波少女與錢仙大人（信樂[62]、殘念計時器）
- 地球隊長（麻野田和也）
- 戰國無雙／真田之章（2014年—2015年，德川家康[63][64]）特別篇 + 1系列
- 屬性同好會（匈恩·古捏古捏）
- 約會大作戰系列（2014年—2024年，艾略特·鮑德溫·伍德曼[65]）4系列[系列 15]
- 火星異種（2014年—2016年，亞歷山大·古斯塔夫·牛頓、火星異種領袖）2系列[系列 16]
- 東京ESP（江戶山會長[66]）
- Fate/stay night [Unlimited Blade Works]（2014年—2015年，言峰綺禮[67]）2系列[系列 17]
- 劍靈 Blade & Soul（疾風）

2015年
- Aquarion Logos（劍嵜莊嚴[68]）
- Chaos Dragon 赤龍戰役（黑龍[69]）
- 那就是聲優！（威斯坦刑警音響監督）
- 對魔導學園35試驗小隊（弗拉德[70]）
- 鑽石王牌系列（2015年—2020年，榊英二郎）2系列[系列 18]
- FAIRY TAIL（2015年—2019年，基斯）2系列[系列 19]
- 大家集合！法爾康學園SC（日语：みんな集まれ!ファルコム学園）（吉利亞斯·奧斯本）

2016年
- Concrete Revolutio ～超人幻想～ THE LAST SONG（卡洛克·懷爾德）
- 在下坂本，有何貴幹？（角田老師[71]）
- 灰與幻想的格林姆迦爾（法然師）
- NINJA SLAYER from ANIMATION 特別版（黑道天狗）
- Fate/kaleid liner 魔法少女☆伊莉雅 3rei!!（拉麵屋店主）
- 魔法使 光之美少女！（2016年—2025年，伽美茨[72]）2系列[系列 20]

2017年
- AKIBA'S TRIP -THE ANIMATION-（影先生[73]、旁白）
- 清戀（瓦米利昂）
- 時間支配者（艾克斯、患者）
- 帶著智慧型手機闖蕩異世界。（2017年—2023年，托里斯韋恩·艾爾涅斯·貝爾法斯特）2系列[系列 21]
- 寶石之國（金剛老師[74]）
- 如果有妹妹就好了。（阿魯巴·阿魯巴托斯）
- 結城友奈是勇者 -勇者之章-（桑喬）

2018年
- 魔法使的新娘（灰眼）
- Fate/EXTRA Last Encore（監督者）
- POP TEAM EPIC（2018年—2021年，PIPI美〈第12話B章節〉／重播、remix版第7話B章節〉）
- 女神異聞錄5 the Animation（2018年—2019年，佐倉惣治郎）1系列 + 特別篇前後篇[系列 22]
- 飛龍女孩（曾曾田弘[75]）
- 重神機潘多拉（埃德加·金）
- 黃金神威（2018年—2023年，土方歲三[76]）4系列[系列 23]
- 宇宙戰艦提拉米斯（陰毛[77]）
- 邪神與廚二病少女（殭屍）
- 月影特工（阿萊克謝）
- 傀儡馬戲團（2018年—2019年，龐泰洛[78]）

2019年
- Fate/Grand Order -絕對魔獸戰線巴比倫尼亞-（2019年—2020年，山中老人〈老人／朱蘇德拉〉）
- 超人高中生們即便在異世界也能從容生存！（奧斯陸·艾爾·古斯塔夫[79]）

2020年
- 七大罪（2020年—2021年，裘薩克[80][81]）2系列[系列 24]
- Radiant 虛空魔境（阿爾特）
- 魔王學院的不適任者 ～史上最強的魔王始祖，轉生就讀子孫們的學校～（2020年—2023年，旁白）2系列[系列 25]
- 突擊莉莉 BOUQUET（高松咬月）
- 秘密結社 鷹之爪 ～Golden Spell～（日语：秘密結社鷹の爪）（黑輝譽[82]）

2021年
- 咒術迴戰（2021年—2023年，禪院直毘人[83]）2系列[系列 26]
- 奇蛋物語（蜈蚣）
- 遊☆戲☆王SEVENS（剪影男[84]）
- 龍先生，想要買個家。（塞繆爾卿[85]）
- 如果這叫愛情感覺會很噁心（天草善次）
- 偵探已經，死了。（地獄三頭犬）
- 吸血鬼馬上死（2021年—2023年，真祖大人[86][87]）2系列[系列 27]
- 海賊王女（艦長）
- 異世界食堂2（沃夫岡）

2022年
- 名偵探柯南 本廳的刑警戀愛故事 ～結婚前夜～（炸彈犯A）
- 聖劍傳說 瑪娜傳奇 -The Teardrop Crystal-（奴奴薩克[88]）

2023年
- 英雄傳說 閃之軌跡 北方戰役（吉利亞斯·奧斯本[89]）
- 轉生貴族的異世界冒險錄 ～不知自重的眾神使徒～（達爾梅西亞）
- 尼爾：自動人形 Ver1.1a（2023年—2024年，紅髮少女）2系列[系列 28]

2024年
- 香格里拉·開拓異境（教授[90][91]）2系列[系列 29]
- 黑執事 -寄宿學校篇-（阿雷克斯·雷昂·米多福特）
- 聽說你們要結婚!?（喬治先生[92]>）

2025年
- 紅戰士在異世界成了冒險者（絶緣王）
- 雖然是公會的櫃檯小姐，但因為不想加班所以打算獨自討伐迷宮頭目（劍聖）
- 聖騎士之戰 奮戰：DUAL RULERS（索爾=巴得凱[93]）

### 電影動畫
1987年
- 極速狂飆（日语：バリバリ伝説）

1994年
- 快打旋風II MOVIE（拜森）

1996年
- 劇場版 X（志勇草薙[94]）

2000年
- Escaflowne（弗肯·拉庫爾·德·法尼爾[95]）

2001年
- 櫻花大戰 活動寫真（日语：サクラ大戦 活動写真）（賢人機關幹部）

2002年
- 帕盧姆之樹（甘特爾）
- 虫孽 THE WARRIOR（馬爾科姆·李）

2003年
- 翼神世音：多元變奏曲（功刀仁）

2005年
- 劇場版 TSUBASA翼：鳥籠國的公主（王）

2006年
- 超劇場版 Keroro軍曹系列（2006年—2010年，Giroro伍長／Giroro浪人[注 4]、教官Baneru[注 5]）8作品[注 6]
- 怪傑佐羅利：神秘寶藏大作戰（Giroro伍長）

2007年
- 名偵探柯南：紺碧之棺（松本光次[96]）
- 劇場版 空之境界（2007年—2009年，荒耶宗蓮）5作品[系列 30]

2008年
- 劇場版 鬼太郎 日本爆裂!!（夜道怪）
- 真救世主傳說 北斗神拳 拳四郎傳（日语：真救世主伝説 北斗の拳）（昆蟲男1）

2009年
- 雷頓大冒險：永遠的歌姬（米斯塔·巴古藍都[97]）

2010年
- 劇場版 Fate/stay night UNLIMITED BLADE WORKS（言峰綺禮）
- 劇場版 閃電十一人：最強軍團王牙來襲（鮑傑）

2011年
- 永遠之久遠（賽博格·阿爾法〈海藤〉）6部作

2012年
- 強襲魔女 劇場版（蒙哥馬利）

2013年
- AURA ～魔龍院光牙最後的戰鬥～（旁白[98]）

2015年
- 劇場版 蒼藍鋼鐵戰艦 -ARS NOVA- DC／Cadenza（千早翔像[99]）2作品

2016年
- ZEGAPAIN ADP（瓦博爾）

2017年
- 劇場版 黑執事 Book of the Atlantic（阿雷克斯·米多福特[100]）
- 劇場版 Fate/kaleid liner 魔法少女☆伊莉雅：雪下的誓言（言峰綺禮）
- 劇場版 Fate/stay night [Heaven's Feel] I—III（2017年—2020年，言峰綺禮[101][102][103][104]）3作品
- Code Geass 反叛的魯路修 I—III（2017年—2018年，迪托哈特·利特）3部作

2018年
- PEACE MAKER鐵 前篇／後篇（土方歲三[105]）
- 薄墨櫻 -GARO-（天狐[106]）

2020年
- 蠟筆小新：激戰！塗鴉王國與差不多四勇者（塗鴉國王[107]）
- 劇場版 紫羅蘭永恆花園（布甘比利亞家主[108]）

2021年
- 劇場版 Fate/Grand Order -神聖圓桌領域卡美洛- 後篇 Wandering; Agateram（山中老人）
- 酷愛電影的龐波小姐

2022年
- 名偵探柯南：萬聖節的新娘（男）
- ONE PIECE FILM RED（華林格·葛布[109]）

### OVA
1986年
- 火焰之旅（山賊）

1989年
- 銀河英雄傳說（雷歐波特·休馬哈）
- 敵人是海賊 ～貓咪們的饗宴～（日语：敵は海賊〜猫たちの饗宴〜）（夢·夏洛姆·茨扎基）

1991年
- 機動警察 NEW OVA（政）
- 羅德斯島戰記（傑斯塔公爵）

1992年
- 世界之光 親鸞聖人（日语：世界の光 親鸞聖人）（日蓮）

1994年
- 搞怪拍檔FLASH（瓦爾德斯）

1995年
- 疾風無敵銀堡壘 在銀光的旗幟下（戰士雪碧）
- BLUE SEED OMAKE THEATER（叢雲）

1996年
- 愛天使傳說DX（奧西斯）
- POWER DoLLS Detachment of Limited Line Service Project alpha（斯坦·芬克爾）

1997年
- Psycho Diver 魔性菩薩（日语：サイコダイバー・シリーズ）（毒島獻太）
- 超時空要塞Dynamite 7（格雷厄姆·霍利）

1998年
- 魍魎游擊隊（德卡爾特）
- DINOZAURS（日语：ダイノゾーン）（戴諾提拉諾）

2001年
- 沉默的未知EX（麥可·哈特蘭德）
- 奧美蒂：二重矩陣（史翠林格斯）

2002年
- 戰鬥妖精雪風（詹姆斯·波克[110]）
- 超時空要塞Zero（莎拉·諾姆的父親、鳥人）

2003年
- 櫻花大戰 巴黎學院（日语：サクラ大戦 エコール・ド・巴里）（雷納德）

2004年
- 機動戰士鋼彈MS IGLOO 一年戰爭秘錄（費德里科·扎利亞諾中校）

2006年
- 鋼彈 EVOLVE../9 MSZ-006 Z-GUNDAM（灰狼）
- 機動戰士鋼彈SEED C.E.73 STARGAZER（埃德蒙·道格拉）
- 大魔法（啪呀蛋·啪呀＝里賓克斯頓上校[111]）
- 厄夜怪客（2006年—2012年，阿爾卡特[112]）9作品[系列 31]

2007年
- GUNDAM EVOLVE../13 RMS-108 MARASAI（喬納森的父親）
- 柔軟三國志 衝鋒突刺!! 吕布子（夏侯惇）

2008年
- 玩命遊戲特別短篇動畫（中條伸人）
- 吹奏吧！嘉卡 約1年後歸來（日语：ピューと吹く!ジャガー）（加利克遜增岡）

2010年
- 幸福光暈（大師）
- 渣和無用改革 -小泉麻將傳說-（弗拉基米爾·普京）

2011年
- 怪物王女「特急王女」（吉列姆）
- 怪物王女「孤島王女」（吉列姆）
- 幻想嘉年華（言峰綺禮、尼祿·卡歐斯、混沌貓姬）

2012年
- Holy Knight 神聖騎士（日语：Holy Knight）（梅約爾）

2014年
- 火星異種「巴格茲2號篇」（亞歷山大·G·牛頓[121]）
- 機巧少女不會受傷（西格蒙特）[注 7]

2015年
- 幸福光暈 ～畢業寫真～（大師[122]）

2018年
- 進擊的巨人 Wall Sina, Goodbye 後篇（沃爾多）[注 8]
- 黃金神威（土方歲三[123]）[注 9]

2019年
- Fate/kaleid liner Prisma☆Illya Prisma☆Phantasm（言峰綺禮[124]）

2021年
- Fate/Grand Carnival（謎之貓V、旁白[125]）

### 網絡動畫
2015年
- 弱酸性百萬亞瑟王（日语：弱酸性ミリオンアーサー）（獅子[126]、旁白實況／旁白）
- NINJA SLAYER from ANIMATION（黑道天狗[127]）
- BeyWarriors：Cyborg（日语：ベイウォーリアーズ#Webアニメ）（前任國王）

2018年
- 裝刀凱 The Animation（日语：ソードガイ 装刀凱）（緒方亞門[128]）

2019年
- 拳願阿修羅（乃木英樹[129]）
- 無限之住人 -IMMORTAL-（2019年—2020年，吐鉤群[130]）

2020年
- 碳變：義體置換（鷗外[131]）

2021年
- 吸血鬼之愛（絆播貢的爸爸[132]）

2024年
- Fate/Grand Order 搞不懂的藤丸立香 Season2（格里戈里·拉斯普丁）

### 遊戲
1994年
- 鐵拳（三島一八、李超狼）

1995年
- 鐵拳2（三島一八）

1996年
- 新超級機器人大戰（日语：新スーパーロボット大戦）（葛德華德·拜恩）
- 純愛遊俠 ～永恆微笑～（日语：ブルーブレイカー 〜剣よりも微笑みを〜）（黑暗領主）[注 10]

1997年
- I.Q（日语：I.Q）（說明旁白）
- VIRUS（日语：VIRUS）（懷哈羅納）
- KOWLOON'S GATE -九龍風水傳-（日语：クーロンズゲート）（冠軍號）
- 聖天空戰記（弗肯·拉庫爾·德·法尼爾）

1998年
- 神佑擂台（三島拳）[注 11]
- 新世紀機器人戰記勇者聖戰（日语：新世代ロボット戦記ブレイブサーガ）（巴恩／巴恩鋼／巨大巴恩鋼／極致巴恩鋼）
- 音速小子大冒險（伽馬）
- 封神演義（聞仲、武王）

1999年
- SD鋼彈  G世代（1999年—2019年，費德里科·扎利亞諾、波修、利奧尼特·亞路蒙特巴路、哥德瓦爾德·海恩、埃德蒙·道格拉斯、旁白〈NEO〉）11作品[系列 32]
- SPIKEOUT Final Editio（日语：スパイクアウト）（天信）
- 鐵拳 Tag Tournament（日语：鉄拳タッグトーナメント）（三島一八）

2000年
- 明日之丈 鬥打 ～打字淚橋～（力石徹）
- 音速小子大集合（日语：ソニックシャッフル）（伽馬）
- 婆裟羅（日语：婆裟羅）（德川家康、世良田二郎三郎、藤堂高虎）[注 12]
- 勇者聖戰2（日语：ブレイブサーガ2）（巴恩／巴恩鋼）
- 女神異聞錄2 罰（Baofu）

2001年
- 指極星（費爾特）[注 13]

2002年
- MELTY BLOOD（尼祿·卡歐斯）
- 機戰傭兵3（日语：アーマード・コア3）（如月代表者）[注 14]
- GIGANTIC DRIVE（日语：ギガンティックドライブ）（黑杉〈自衛隊員〉）
- 哥斯拉怪獸大亂鬥（日语：ゴジラ怪獣大乱闘）（伏特克）
- 異域傳說首部曲［權力意志］（馬古利斯）
- 魔劍邪神2（凱因）
- 封神演義2（聞仲、武王）

2003年
- 亞克傳承 精靈的黃昏（日语：アークザラッド 精霊の黄昏）（甘茨·貝爾·魯賓〈甘茨〉）
- OVER THE MONOCHROME RAINBOW featuring SHOGO HAMADA（日语：OVER THE MONOCHROME RAINBOW featuring SHOGO HAMADA）（拉杜格）
- 召喚夜響曲3（犽法）
- SOCOM: U.S. NAVY SEALs（日语：SOCOM: U.S. NAVY SEALs）（卡胡納）
- 音速小子大冒險DX（伽馬）
- 英雄本色（傑克·盧皮諾）
- Rahxephon 蒼穹幻想曲（日语：ラーゼフォン 蒼穹幻想曲）（功刀仁）
- WILD ARMS Altercode:F（日语：ワイルドアームズ アルターコード:エフ）（布莫讓）

2004年
- 亞克傳承 新世代（日语：アークザラッドジェネレーション）（甘茨·貝爾·魯賓〈甘茨〉）
- 機神咆吼DEMONBANE（日语：斬魔大聖デモンベイン）（提圖斯）
- 機動戰士鋼彈 朝向永無止盡的明日（日语：機動戦士ガンダムSEED 終わらない明日へ）（姜·凱利）
- Keroro軍曹燃燒淘汰賽（日语：ケロロ軍曹 メロメロバトルロイヤル）（Giroro伍長）
- 櫻花大戰物語 ～神秘的巴黎～（日语：サクラ大戦物語 〜ミステリアス巴里〜）（萊納德）
- 捷克與達斯特2（日语：ジャック×ダクスター2）（吉格）
- 異域傳說二部曲［善惡的彼岸］（馬古利斯）
- 戰國無雙（上杉謙信、德川家康）2作品[系列 33]
- 重生傳奇（羿酆）
- MELTY BLOOD Re·ACT（尼祿·卡歐斯）

2005年
- 反恐精英NEO -WHITE MEMORIES-（列昂諾夫）
- 戀獄 ～月狂病～（有島一磨）
- 王國之心II（盧克梭德）
- 激·戰國無雙（日语：激・戦国無双）（上杉謙信、德川家康）
- Keroro軍曹燃燒淘汰賽Z（日语：ケロロ軍曹 メロメロバトルロイヤルZ）（Giroro伍長）
- 深淵傳奇（范恩·葛蘭茲）
- 天地之門（日语：天地の門）（鳳白）
- NeoGeo Battle Coliseum（日语：ネオジオバトルコロシアム）（古德曼）
- MELTY BLOOD Act Cadenza（尼祿·卡歐斯、混沌貓姬[注 14]）

2006年
- 機神飛翔DEMONBANE（日语：機神飛翔デモンベイン）（提圖斯）
- 機戰傭兵4（日语：アーマード・コア4）（約書亞·奧布萊恩）
- 女神戰記2 希爾梅莉亞（阿鬥尼斯、奧姆、伊西斯、沃塔、艾路德、巴爾巴羅薩、法爾克斯）
- 【eM】-eNCHANT arM-（寇）
- 假面騎士KABUTO（假面騎士Caucasus）
- 異域傳說三部曲［查拉圖斯特拉如是說］（日语：ゼノサーガ エピソードII［善悪の彼岸］）（馬古利斯）
- 戰國無雙2（2006年—2007年，上杉謙信、德川家康）3作品[系列 34]
- 地獄犬的輓歌 -最終幻想VII-（魏斯、格里莫爾·瓦倫丁）
- 幻想戰記（文賓）
- 銀星戰將：精靈計劃（日语：PROJECT SYLPHEED）（雷蒙德·洛根）
- 怪獸王國 晶石召喚師（日语：モンスターキングダム・ジュエルサモナー）（吉卡德）
- 夜明前的琉璃色 ～Brighter than dawning blue～（莫里茨·扎貝爾·弗朗茨）
- 洛汗（日语：R.O.H.A.N）（男巨人）

2007年
- 遠古封印之炎（巴穆加朗）
- 奧丁領域（卡隆）
- 聖騎士之戰2：前奏曲（日语：GUILTY GEAR 2 OVERTURE）（索爾＝巴得凱（日语：ソル・バッドガイ））
- 熾焰帝國：毀滅之環（萊格納亞）
- 王國之心II FINAL MIX（盧克梭德）
- Keroro軍曹 演習啦！全員集合2（Giroro伍長）
- 戰國無雙KATANA（上杉謙信、德川家康）
- 經典傳奇Vol.2（日语：テイルズ オブ ファンダム Vol.2）（范恩·葛蘭茲）
- 勇者鬥惡龍 怪獸戰鬥之路（2007年—2010年，莫利）4作品[系列 35]
- 龍影咒（潘奇拉、西奧多·凱恩·萊頓）
- 信賴鈴音 ～蕭邦之夢～（基爾巴）
- 機甲戰線 EQUILIBRIUM（杜拉漢·卡寧岡）
- Fate系列（言峰綺禮）
  - Fate/stay night [Realta Nua]
  - 走出戶外！花札道中記（日语：とびだせ!トラぶる花札道中記）
  - Fate/tiger colosseum
- 無雙OROCHI（2007年—2008年，上杉謙信、德川家康）2作品[系列 36]
- MELTY BLOOD Actress Again（尼祿·卡歐斯、混沌貓姬）

2008年
- 妖之宮（神流河本紀）
- 救急救命 超執刀2（日语：救急救命 カドゥケウス2）（天羽恭二）
- 聖騎士之戰系列（2008年—2021年，索爾＝巴得凱（日语：ソル・バッドガイ））6作品[系列 37]
- Code Geass 叛逆的魯魯修：失去的色彩（迪托哈特·利特）
- 侍道3（日语：侍道3）（藤森主膳）
- 劍魂IV（亞爾戈）
- 超劇場版Keroro軍曹3 動作！天空大冒險是也！（日语：超劇場版ケロロ軍曹3 天空大冒険であります!）（Giroro伍長）
- 重生傳奇（羿酆）
- Fate/tiger colosseum Upper（言峰綺禮）

2009年
- 道具探索家 ～我們的科學跟魔法間之關係～（日语：アイテムゲッター 〜僕らの科学と魔法の関係〜）（吉爾·斯特拉達斯）
- 惡魔城 審判（德古拉）
- 安迪佛納的聖歌姬 ～天使的樂譜Op.A～（日语：アンティフォナの聖歌姫 〜天使の楽譜 Op.A〜）（魔王奧洛斯）
- AIKA ONLINE（戰士）
- 王國之心 358/2天（盧克梭德）
- 戰國無雙3（2009年—2011年，上杉謙信、德川家康）4作品[系列 38]
- 劍魂：破碎的命運（亞爾戈）
- 超劇場版Keroro軍曹 擊侵龍鬥士軍團是也！（日语：超劇場版ケロロ軍曹 撃侵ドラゴンウォリアーズであります! (ゲーム)）（Giroro伍長）
- 夢幻之星攜帶版2（日语：ファンタシースターポータブル2）（巴斯克、棗樹）
- 真名法典2（日语：マグナカルタ2）（舒恩扎德·巴倫）
- 超時空要塞 終極邊疆（日语：マクロスアルティメットフロンティア）（格雷厄姆·霍利）
- 無雙OROCHI Z（上杉謙信、德川家康）
- 朧村正（飯綱陣九朗）

2010年
- 假面騎士對決化身騎士（日语：仮面ライダーバトル ガンバライド）（旁白、Birth Driver聲音）
- 王者天下 一騎鬥千之劍（王騎）
- 蠟筆小新：呆呆忍者傳前進吧！春日部忍者隊！（日语：クレヨンしんちゃん おバカ大忍伝 すすめ!カスカベ忍者隊!）
- 黑豹 人中之龍新章（藤本信道）
- Keroro RPG 騎士與武者與傳說海盜（日语：ケロロRPG 騎士と武者と伝説の海賊）（Giroro伍長）
- 召喚夜想曲新傳 毀滅之劍與應許騎士（日语：サモンナイトグランテーゼ 滅びの剣と約束の騎士）（鐘守衛）
- 異度神劍（索雷安）
- 東京鬼祓師 鴉乃杜學園奇譚（澀川源伍）
- 掌握命運！～Only the power of will～（日语：のーふぇいと! 〜only the power of will〜）（黑貓）
- 薄櫻鬼 黎明錄（2010年—2012年，芹澤鴨）4作品[系列 39]

2011年
- 假面騎士 全集合騎士世代（日语：オール仮面ライダー ライダージェネレーション）（旁白）
- 假面騎士 Climax Heroes Fourze（旁白）
- 蠟筆小新：宇宙功夫!? 友情的笨蛋空手道!!（日语：クレヨンしんちゃん 宇宙DEアチョー!? 友情のおバカラテ!!）
- Steel Chronicle（日语：スティールクロニクル）（賽義德·納齊姆）
- 戰國無雙 Chronicle（上杉謙信、德川家康）
- 世界傳奇 光明神話3（日语：テイルズ オブ ザ ワールド レディアント マイソロジー3）（范恩·葛蘭茲）
- 生死格鬥 次元（里昂、費姆·道格拉斯）
- 夢幻之星攜帶版2 無限（日语：ファンタシースターポータブル2 インフィニティ）（巴斯克）
- 地獄犬計畫（草薙幹夫）
- 異域先鋒（日语：FRONTIER GATE）（公會會長）
- 漫威對卡普空3：兩個世界的命運（日语：MARVEL VS. CAPCOM 3 Fate of Two Worlds）（亞伯·威斯卡）
- 超時空要塞三角邊疆（日语：マクロストライアングルフロンティア）（葛拉漢·惠利）
- 無雙OROCHI 2（上杉謙信、德川家康）
- 夢幻終章（桑古爾）
- ONE PIECE 大決戰！2 新世界（日语：ONE PIECE ギガントバトル! 2 新世界）（荷帝·瓊斯）
- ONE PIECE ONEPY B MATCH IC（日语：ワンピーベリーマッチ）（荷帝·瓊斯）

2012年
- 愛夏的鍊金工房 ～黃昏大地之鍊金術士～（奇斯葛里夫·赫瑟達因[138]）
- 機動戰士鋼彈Online（男性駕駛1[139]）
- 戰國無雙 Chronicle 2nd（上杉謙信、德川家康[140]）
- 劍魂V（日语：ソウルキャリバーV）（亞爾戈）
- 惡魔召喚師 靈魂駭客（日语：デビルサマナー ソウルハッカーズ）（痛風童子、業斗童子[141]）
- 走出戶外！超時空花札大作戰（日语：とびだせ!トラぶる花札道中記）（言峰綺禮）
- 24時之鐘和灰姑娘 ～Halloween Wedding～（日语：24時の鐘とシンデレラ〜Halloween Wedding〜）（斯賓塞＝亨德里克[142]）
- 英雄幻想曲（日语：ヒーローズファンタジア）（Giroro伍長、安謝爾·歌爾德史密斯）
- 勇氣默示錄（菲奧雷·迪羅莎[143]）
- 女神異聞錄2 罰（Baofu）
- 認真和我談戀愛！R（宇佐美巨人[144]）
- 極度混亂（傑克·凱曼）
- 電鋸甜心（吉迪恩·斯塔林〈爸爸〉[145]）

2013年
- 機戰傭兵 審判日（死神部隊隊長 J）
- 英雄傳說 閃之軌跡（吉利亞斯·奧斯本宰相[146]）
- CHAOS HEROES ONLINE（索爾＝巴得凱[147]）
- 境界線上的地平線 攜帶版（伊諾森[148]）
- 王國之心 HD I.5 ReMIX（盧克梭德）
- 月英學園 -kou-（日语：月英学園 -kou-）（執行櫂[149]）
- 新·世界樹迷宮 梅尼亞姆的少女（日语：新・世界樹の迷宮 ミレニアムの少女）（維澤爾[150]）
- 真·女神轉生IV（平將門）
- 超級機器人大戰OG傳奇 魔裝機神III PRIDE OF JUSTICE（日语：スーパーロボット大戦OGサーガ 魔装機神III PRIDE OF JUSTICE）（羅尤拉·布拉克巴恩[151]）
- 超級機器人大戰Operation Extend（Giroro伍長）
- 超級機器人大戰UX（皆城公藏、提圖斯、石神邦生）
- 蒼天的Skygalleon（吉迪恩·艾爾斯伯格[152]）
- 音速小子 失落世界（薩波克）
- 超速變形螺旋傑特 阿爾巴洛斯之翼（日语：超速変形ジャイロゼッター アルバロスの翼）（貓博士[153]）
- 生死格鬥5 ULTIMATE（里昂[154]）
- Fate/EXTRA CCC（日语：Fate/EXTRA CCC）（言峰神父[155]）
- 超時空要塞30 連繫銀河的歌聲（日语：マクロス30 銀河を繋ぐ歌声）（藤堂潮[156]）
- 機巧少女不會受傷 Facing "Burnt Red"（西格蒙特[157]）
- 勇氣默示錄 For the Sequel（菲奧雷·迪羅莎）
- 0時之鐘和灰姑娘 ～Halloween Wedding～（日语：0時の鐘とシンデレラ〜Halloween Wedding〜）（斯賓塞＝亨德里克[158]）
- ONE PIECE 無限世界 赤紅（日语：ONE PIECE アンリミテッドワールド レッド）（荷帝·瓊斯）
- 最終幻想XIV：重生之境（瓦歷斯·佐斯·加爾烏斯）

2014年
- 德軍總部：新秩序（威廉·“B.J”·布萊兹科維奇）
- 英雄傳說 碧之軌跡 Evolution（吉利亞斯·奧斯本）
- VANITY of VANITIES（岳不群[159]）
- 假面騎士 召喚大戰！（日语：仮面ライダー サモンライド!）（米努克）
- 王國之心 HD II.5 ReMIX（盧克梭德）
- 混沌之戒III 前傳三部曲（德拉克洛瓦[160]）
- 機將 -反擊的神機-[161]
- 夏莉的鍊金工房 ～黃昏海洋之鍊金術士～（奇斯葛里夫·赫瑟達因[162]）
- 神話帝國Soul Circle（始祖德古拉、惡魔王撒旦[163]）
- 超級英雄世代（德加·拉蒂安）
- 超級機器人大戰OG傳奇 魔裝機神F COFFIN OF THE END（日语：スーパーロボット大戦OGサーガ 魔装機神F COFFIN OF THE END）（羅尤拉·布拉克巴恩）
- 戰國無雙 Chronicle 3（上杉謙信[164]）
- 戰國無雙4（上杉謙信、德川家康[165]）
- Double Score ～Marguerite×Tulip～（二宮宗一郎[166]）
- 惡靈古堡 HD復刻版（亞伯·威斯卡[167]）
- 薄櫻鬼SSL ～sweet school life～（芹澤鴨[168]）
- 第一神拳 THE FIGHTING！（Randy Boy Jr.[169]）
- Fate/hollow ataraxia（言峰綺禮[170]、世界、旁白）
- 自由戰爭（烏維·“坂本”·卡布瑞拉[171]）
- ONE PIECE 超級偉大航路之爭！X（荷帝·瓊斯）

2015年
- 幻獸契約Cryptract（日语：幻獣契約クリプトラクト）（旁白[172]）
- JoJo的奇妙冒險 天國之眼（恩里克·普奇／等待新月的普奇（日语：エンリコ・プッチ）[173]）
- 超級機器人大戰BX（瓦爾吉亞斯）
- 生死格鬥5 LAST ROUND（里昂[174]）
- 勇者鬥惡龍VIII 天空、碧海、大地與被詛咒的公主（莫利[175]）
- 夢幻之星Online2（男性通用索爾聲音[176]）
- 勇氣默示錄2 終結次元（菲奧雷·迪羅莎[177]）
- 湯之花SpRING！（菅春二郎[178]）
- 夢幻模擬戰 輪迴 -轉生-（日语：ラングリッサー リインカーネーション -転生-）（奧迪隆·費戴爾塔[179]）
- 弧光之源 無限（日语：ルミナスアーク インフィニティ）（霍格伍德[180]）
- Wonderland Wars（日语：Wonderland Wars）（鐵鉤、死亡鉤）
- ONE PIECE 海賊無雙3（荷帝·瓊斯）

2016年
- 阿瓦隆Ω（羅德利[181]）
- Hortensia SAGA 蒼之騎士團（西爾維斯特[182]）
- GARM STRUGGLE ～狂鎖的番狗～（雨桐鈿女[183]）
- 世界樹迷宮V 漫長神話的盡頭
- 勇者鬥惡龍 怪物戰鬥掃描器（日语：ドラゴンクエスト モンスターバトルスキャナー）（蒙面紳士 門票假面[184]）
- 三國閃耀（曹操）
- 白貓Project（哈維·羅斯伯格[185]）
- 鎖鏈戰記（巴古利斯）
- 野貓和戀之鍊金術（蒙特爾[186]）
- 阿卡西紀錄（日语：アカシックリコード）（書中惡魔）
- 惡靈古堡0（亞伯·威斯卡）
- Fate/Grand Order（2016年—2024年，“山中老人”[187]、格里戈里·拉斯普京／言峰綺禮）2作品[系列 40]
- 女神異聞錄5（佐倉惣治郎[188]）
- 最終幻想世界（冬貝利）
- 英雄聯盟（納瑟斯）
- 羅德斯島戰記Online（卡修王、旁白）

2017年
- 英雄傳說 閃之軌跡III（吉利亞斯·奧斯本[189]）
- ONE PIECE 秘寶尋航（荷帝·瓊斯）
- 女友伴身邊（惡代官男[190]）
- 超級機器人大戰V（亞爾弗茲·羅姆·哈赫勒斯）
- 偵探 神宮寺三郎 GHOST OF THE DUSK（日语：探偵 神宮寺三郎 GHOST OF THE DUSK）（謎之男性[191]）
- 尼爾：自動人形（Terminal α／Terminal β）
- 格林筆記（威廉·莎士比亞、加尼馬爾）
- 仁王（伊達成實[192]）[注 15]
- 鬥陣特攻（毀滅拳王[193]）
- 東京放課後召喚師（日语：東京放課後サモナーズ）（俄菲翁[194]、死靈與巴克斯[195]、 瑞文·亞瑟[196]）
- 音速小子武力（薩波克）
- 青空Under Girls！（日语：青空アンダーガールズ!）（火神栞步）

2018年
- 聖劍傳說2 SECRET of MANA（達拉多斯[197]）
- 結城友奈是勇者 花結的閃耀（日语：結城友奈は勇者である 花結いのきらめき）（桑丘）
- 無雙OROCHI 3（上杉謙信、德川家康[198]）
- 英雄傳說 閃之軌跡IV -THE END OF SAGA-（吉利亞斯·奧斯本[199]）
- 刺客信條：奧德賽（列奧尼達[200]）
- 慟哭之星（赫拉克利特[201]）
- 格式塔·奧丁（斑鳩大我[202]）
- 代達洛斯：黃金爵士樂的覺醒（賴恩[203]）
- 魔術禁書目錄 官方手遊（暗咲逢魔）
- 勇者鬥惡龍 強敵對決（日语：ドラゴンクエストライバルズ）（莫利）

2019年
- 王國之心III（盧克梭德）
- 聖火降魔錄 英雄雲集（古斯塔夫）
- 碧藍幻想（2019年—2022年，紫騎士[204]）
- Wonder Gravity ～皮諾與重力使者～（克朗格博士[205]）
- 星海遊俠：回憶（日语：スターオーシャン:アナムネシス）（索爾＝巴得凱）
- 組隊音速小子賽車（日语：チームソニックレーシング）（薩波克）
- 超級機器人大戰T（亞爾弗茲·羅姆·哈赫勒斯）[注 15]
- 魔術禁書目錄 幻想收束（暗咲逢魔[206]）
- TEPPEN（日语：TEPPEN (ゲームアプリ)）（亞伯·威斯卡[207]）
- 女神異聞錄5 皇家版（佐倉惣治郎）

2020年
- 女神異聞錄5 亂戰 魅影攻手（佐倉惣治郎）
- 真·女神轉生III Nocturne Maniax（業斗童子[208]）
- Fantasia Re:Build（弗拉德[209]）

2021年
- JACKJEANNE（日语：ジャックジャンヌ）（箍子數彌[210]）
- 寶可夢大師EX（赤焰松[211]）
- 最終幻想VII 重製版 Intergrade（魏斯[212]）
- 鏡光傳奇（日语：テイルズ オブ ザ レイズ）（范·格蘭茲、索爾＝巴格凱、Giroro伍長）
- 破曉傳奇（加納貝爾特·瓦爾奇利斯）
- Code Geass Genesic Re;CODE（迪托哈特·利特[213]）
- 真·女神轉生V（早太郎[214]）
- 格鬥天王：全明星（索爾＝巴格[215]）

2022年
- 大叔與貓 Super Miracle Puzzle（神田冬樹[216]）
- 聖劍傳說 瑪娜傳奇（塔納托斯[217]）
- Code Geass 反叛的魯路修 失落物語（日语：コードギアス 反逆のルルーシュ ロストストーリーズ）（2022年—2023年，迪托哈特·利特）
- 重返藍鯨島（維賽特·史伊夫特[218]）
- 熱血硬派國夫君外傳 熱血少女2
- 言靈戰士（日语：共闘ことばRPG コトダマン）（土方歲三[219]）

2023年
- 歧路旅人2（歐茲巴德·V·范斯坦）
- 惡靈古堡4 重製版（亞伯·威斯卡）
- 蔚藍色法則（硬幣亭亭主[220]）
- 機動戰士鋼彈 U.C. ENGAGE（日语：機動戦士ガンダム U.C. ENGAGE）（2023年—2024年，利奧尼特·亞路蒙特巴路[221]、葛雷·鄔爾夫）
- 蕾斯勒里安娜的鍊金工房 ～被遺忘的鍊金術與極夜的解放者～（奇斯葛里夫[222]）
- 無限神速斬 勇者鬥惡龍 -達伊的大冒險-（記憶的守護者）

2024年
- 百英雄傳（阿爾德里克[223]）
- 真·女神轉生V Vengeance（早太郎）

2025年
- 超級機器人大戰DD（暗黑巨大巴恩鋼）
- Fate/EXTRA Record（言峰綺禮）
- 惡魔召喚師 葛葉雷道 對 超力兵團（業斗／業斗童子[224]）

### 廣播劇CD
- 亞涅爾貝的一天（日语：アーネンエルベの一日）（尼祿·卡歐斯、荒耶宗蓮、言峰綺禮、混沌貓姬、喬治、旁白）
- 阿佐谷Zippy（日语：阿佐ヶ谷Zippy）（武村恭一郎）
- 淺見光彥系列（日语：浅見光彦シリーズ）「後鳥羽傳說殺人事件」（榊原）
- 雨夜之月（日语：あまつき）（沙門）
- 沉默的未知 CD廣播劇（麥可·哈得蘭多）
- （貝爾納）
- 天魔黑兔2 ～<<月亮>>升起的午休時間～（天魔）
- I—II（岩城京介）
- 吸血姬美夕 CD影院IV（神魔・曝暗）
- Escaflowne Prologue 1—2（弗肯）
- X系列（志勇草薙）
  - X 角色檔案1 YUZURIHA&SORATA
  - X 角色檔案5 KUSANAGI & KAKYOU
- （古川透）
- 風之歌 星之道（錫羅斯）
- 空之境界 ～俯瞰風景～（荒耶宗蓮）
- 巖窟王 ～異形貴公子～（基度山伯爵）
- 月刊男前圖鑑 年上篇 黑盤
- Keroro軍曹系列（Giroro伍長）
  - Keroro軍曹 地球（Pekopon）侵略CD
  - Keroro軍曹 宇宙中最緊張的CD 第1—3、5卷[注 16]
- -Saki-（原村和的父親）
- 三千世界鴉殺盡（日语：三千世界の鴉を殺し） 1—2（O2）
- CD影院Gaia Gear（比揚·達古爾）
- CD小說 愛的武將·直江兼續（上杉謙信）
- GPX GRAND PRIX EXCEED（鷹見）
- 內衣教父（肘方年坊）
- 超級機器人大戰α ORIGINAL STORY（卡克·漢米爾）
- 世紀末理想美男子（日语：世紀末プライムミニスター）系列（上條議員）
- 戰國武將物語 ～豪傑篇 其貳～（第二話「足利義輝物語」）
- 蒼穹之戰神 EXODUS 廣播劇CD THE FOLLOWER2（皆城公藏）
- ZONE-00（日语：ZONE-00）系列（寫樂）
  - ZONE-00 劇-I section CHERRY
  - ZONE-00 劇-II section KNIGHT
- （蓋爾）
- DA·TE（岩城京介）
- 長美女與野獸（日语：ちょーシリーズ）（英俊的戈爾迪恩）
- 天體議會（無線電廣播）
- dear 親愛的 A story of the next day（阿貝爾·溫雷斯特）
- 停電少女和羽蟲的管弦樂 第四樂章：棺（彌綠）
- 天使禁獵區 神性界篇-2 飛翔無限（創世神）
- 廣播劇專輯 封神演義 LEVEL-II（聞仲）
- 廣播劇CD 戀愛物語傳說（摩澤爾）
- 廣播劇CD 幻獸降臨譚（光焰）
- 廣播劇CD 上海妖魔鬼怪（日语：上海妖魔鬼怪）（關羽）
- 廣播劇CD「惡魔召喚師 葛葉雷道 對 隻眼化神」前、後篇（業斗童子）
- 廣播劇CD 吸血鬼同盟 CD Special（沃爾夫岡·列根多夫）
- 廣播劇CD 2×2忍傳（日语：ニニンがシノブ伝） 其之一 忍與楓的☆2×2電台傳（基因組（日语：ゲノム (漫画)））
- 廣播劇CD （田中朱雀）
- 廣播劇CD 野性之聲 Vol.1—2（高宮澄弘）
- 龍影咒 ～古城之狼詩～（潘奇拉）
- （岩城京介）
- 隱王 廣播劇CD 『暑假別墅盗難事件篇』（服部柊十郎）
- 名也沒有的鳥的飛翔的黎明（鴉）
- 虹色王子 廣播劇CD 第1卷（理事長）
- 妖怪少爺（牛鬼）
- 薄櫻鬼 黎明錄 廣播劇CD ～龍之介淡戀秘話～（芹澤鴨）
- 伯爵喜歡秘密的水果（斯蒂芬·克雷文）
- PEACE MAKER鐵系列（土方歲三）
- 封殺鬼 影食（土師高遠）
  - 封殺鬼 擁有（志島弓生）
- Fate系列（言峰綺禮）
  - Sound Drama Fate/Zero
  - Sound Drama Fate/EXTRA[225]
- （伊杜）
- 勇者宇宙索格雷達 有聲劇
  - Vol.1 冒險之風（2025年，勇者星人）[注 17]
  - Vol.2 覺醒的心之翼（2025年，巨大巴恩鋼）[注 18]
- FLESH&BLOOD 第9卷（費利佩2世）
- 企鵝惠比壽系列（惠比壽大人）
  - 企鵝惠比壽 第一譚 迷路兒童
  - 企鵝惠比壽 第二譚 少女神隱
  - 企鵝惠比壽 第三譚 天狗草紙[226]
- 妹妹戀人（森裕吾）
- 機巧少女不會受傷 文庫第4冊 & 漫畫第1冊特裝版CD（西格蒙特）
- 魔法×少年×Days!!!!! 第1卷（OWL ROAD[227]）
- 魔法少女陸戰隊（日语：魔法の海兵隊員ぴくせる☆まりたん）系列（菲德爾·卡●托羅議長、「馬並」艦長 等）
- 深夜裡的彌次先生和喜多先生 愛與幻覺的小夜曲（日语：真夜中の弥次さん喜多さん）
- 出雲傳奇（日语：八雲立つ） 新音盤物語（阿圖羅楠）
- LOVE MODE 3—6（鹿島晴臣）
- REVIVE… ～蘇生～（北條義兼）
- Wraithsweeper（維里迪斯）
- 薔薇少女 原聲廣播劇CD（拉普拉斯之魔）
- 我的大小姐（日语：わたしのお嬢様）（朱利安＝馬奇）[注 19]
- 魔法☆中年 大叔魔女5系列（善川聰史〈革新社長〉）
  - 魔法☆中年 大叔魔女5 ～結成！大叔5～
  - 魔法☆中年 大叔魔女5 ～大叔5，秘密特訓（前篇）～
  - 魔法☆中年 大叔魔女5 ～大叔5，秘密特訓（後篇）～

### 外語配音

#### 演員
克里斯·諾斯
- 「法」妻（彼得·弗洛里克）
- 慾望城市系列（大人物）
  - 慾望城市
  - 慾望城市
  - 慾望城市2
  - 慾望城市：華麗下半場[228]

努曼·阿卡爾
- 國土安全（希薩姆·哈卡尼）
- 越獄 (第5季)（阿布·拉馬爾）
- 蜘蛛人：離家日（狄米崔[229]）

#### 電影
- 300壯士：斯巴達的逆襲（列奧尼達〈傑拉德·巴特勒〉）
- 美國心玫瑰情（巴迪·凱恩〈彼得·蓋勒〉）※影碟版。
- 美國狼人在巴黎（克勞德〈皮埃爾·科索（英语：Pierre Cosso）〉）※影碟版。
- 魔鬼屍篇（英语：Anamorph (film)）（史坦·奧布里〈威廉·達佛〉）
- 世界末日（威利·夏普上校〈威廉·菲克納〉）※日本電視台版。
- 欲望迷宮（英语：Basil (film)）（約翰·曼尼恩〈克利斯汀·史萊特〉）
- 下海（英语：Bitter Flowers (2007 film)）（馬丁）
- 絕命八卦站（布雷克納〈理查德·泰森（英语：Richard Tyson）〉）
- 殺人電梯（英语：Down (film)）（甘特·斯坦伯格〈麥可·艾朗賽〉）※影碟版。
- 吸血鬼3：惡魔城（英语：Dracula III: Legacy）（吸血鬼〈魯格·豪爾〉）
- 無須多言（英语：Enough Said）（艾伯特〈詹姆士·甘多費尼〉）
- 瞄準核子心（英语：Eve of Destruction (film)）
- 以毒攻毒（英语：Exit Wounds）（路易斯·斯特拉特〈邁克·賈·懷特〉）※影碟版。
- 星際終結者（達里爾·博登〈麥可·派瑞〉）
- 吉恩·西蒙斯的搖滾學校[注 20]（吉恩·西蒙斯）
- 驚天動地60秒（史芬克〈維尼·瓊斯〉）※影碟版。
- 終極人質（英语：Hostage (2005 film)）（比爾·喬根森〈亞特·拉福勒（英语：Art LaFleur）〉）※朝日電視台版。
- 偷穿高跟鞋（英语：In Her Shoes (film)）（吉姆·丹弗斯〈理查德·布基〉）
- 侏羅紀世界：殞落國度（班傑明·洛克伍德〈詹姆斯·克倫威爾〉[230]）
- 這個殺手不太冷（保鏢）※朝日電視台版。
- 地獄搜查線（英语：Logan's War: Bound by Honor）（傑克·法倫〈查克·諾里斯〉）
- 機槍教父（山姆·奇德斯〈傑拉德·巴特勒〉）
- MIB星際戰警3（波里斯“妖獸”〈傑梅奈·克萊門特〉）
- 絕地戰將（奧托〈史文-歐爾·托爾森（英语：Sven-Ole Thorsen）〉）※影碟版。
- Π（萊尼·邁耶〈本·申克曼〉）
- 冷血悍將（文森〈尚·雷諾〉）※朝日電視台版。
- 恐怖斷魂屋（英语：Session 9）（精神科醫師〈錄音帶聲音〉）
- 納尼亞傳奇：賈思潘王子（人馬格蘭斯托姆〈康奈爾·約翰（英语：Cornell John）〉）
- 烈火終結令（英语：The Fan (1996 film)）（胡安·普里莫〈班尼西歐·狄奧·托羅〉）※朝日電視台版。
- 霹靂火（庫格）
- 玩命快遞2（詹尼·基利尼〈亞利桑德羅·加斯曼〉[231]）※朝日電視台版。
- 破繭天魔（巨靈／納撒尼爾·德默雷斯特〈安德烈·狄沃夫〉）
- 冰封巨獸（英语：Wyvern (film)）（傑克·薩特納〈尼克·欽倫（英语：Nick Chinlund）〉）

#### 電視影集
- 24 (第2季)（艾迪·格蘭特〈道格拉斯·奧基夫（德语：Douglas O'Keeffe）〉）
- 綠箭俠（丹尼·布里克韋爾／布里克〈維尼·瓊斯〉）
- CSI犯罪現場（第3季：餐廳老闆達頓、第6季：威利·卡特勒、第14季：吉恩·西蒙斯[注 21]）
- 福爾摩斯與華生（第1季：安東尼·彼斯頓〈約瑟夫·西拉沃（英语：Joseph Siravo）〉、第6季：克雷〈瑞吉·E·凱西（英语：Reg E. Cathey）〉）
- 拉斯維加斯（亨德森參議員）
- 暗域魔艦：黑暗地帶（英语：Lexx）（托丁〈巴里·波斯維克（英语：Barry Bostwick）〉）
- 梅林傳奇（特里斯坦）
- 末路驅魔人（英语：Outcast (TV series)）（拜倫·吉爾斯署長〈瑞吉·E·凱西〉）
- 警戒圍欄 (第3季)（英语：Picket Fences）
- 失落的符號（彼得·所羅門〈埃迪·伊扎德〉[232]）

#### 動畫
- 蝙蝠俠：高譚騎士（亞連〈蓋瑞·杜爾登〉）
- 蝙蝠俠：智勇悍將（老頭兒）
- 大英雄天團（將軍）
- 恐龍（寇倫〈塞繆爾·E·賴特（英语：Samuel E. Wright）〉）
- 叔比狗誰來當家
- 少年悍將（遊戲大師〈金·卡明思（英语：Jim Cummings）〉）
- 新蝙蝠俠（雷克斯·路瑟）
- 茶杯頭大冒險
- 表情符號電影（沒毛〈史蒂芬·懷特（英语：Steven Wright）〉[233]）
- 辛普森一家大電影（蒂莫西·洛夫喬伊牧師）※劇院公映版。
- 瓦特希普高原（大人物）

### 特攝影集
1986年
- 超新星閃光人（薩·卡烏拉）

1987年
- 光戰隊覆面人（古隆多古拉的聲音）
- 假面騎士BLACK

1988年
- 超獸戰隊生命人（大教授比亞斯／少年王比亞斯的聲音）

1990年
- 特警Winspector（村田建造）

1991年
- 特救指令Solbrain（大衛·小杉）

1992年
- 特搜Exceedraft（亞川）

2010年
- 假面騎士/OOO（2010年—2022年，旁白）1系列 + 劇場版 + 錄影帶首映[234]

2011年
- 海賊戰隊豪快者（賽伊恩的聲音）

2014年
- 假面騎士鎧武／劇場版（羅修奧的聲音[235]）1系列 + 1作品

2016年
- 動物戰隊獸王者（艾札特的聲音[236]）

2017年
- 歸來的動物戰隊獸王者：請給我生命！地球王者決定戰（日语：帰ってきた動物戦隊ジュウオウジャー お命頂戴!地球王者決定戦）（艾札特的聲音）
- 劇場版 動物戰隊獸王者 VS 忍忍者 來自未來的訊息 from 超級戰隊（艾札特的聲音）

2019年
- 騎士龍戰隊龍裝者／劇場版（坦克喬的聲音[237]）1系列 + 1作品

2021年
- 機界戰隊全開者／劇場版／外傳（2021年—2022年，波可瓦烏斯的聲音[238]）1系列 + 2作品

### 廣播節目
※記號表示網路廣播。
- Keroro與Giroro的地球（Pekopon）侵略電台（日语：ケロロとギロロの地球侵略ラヂオ）（2006年—2008年，大阪電台、BEAT☆Net Radio！（日语：BEAT☆Net Radio!））※
- 寶石之國電台 ～金剛老師在呼喚你！～（2017年，音泉）※
- （2018年，animate Times（日语：アニメイトタイムズ））※

### 廣播劇
- Gaia Gear（比揚·達戈爾上校）
- VOMIC 超速變形螺旋傑特（克勞德博士）

### 旁白
- （TBS）
- 木村公宣「傳說中的預感」（富士電視台）
- 戀愛中的白痴！（日语：恋のバカヤロー!）（TBS）
- 沙粧妙子 -最後的事件-
- Super Channel（現Super！drama TV）（日语：スーパー!ドラマTV）
- 竹中直人的“電影愛好者有什麼不好！”（Movie Plus（日语：ムービープラス））
- FIS 高山滑雪世界盃 CX'97/'98
- 歷史頻道
- （6年級篇，NHK教育）
- 廚師的邀請函
- NBA狂熱
- 幻解！超常檔案（日语：幻解!超常ファイル）（NHK BS Premium）

### 戶外活動
- Jump Festa 動畫祭'05 『BLEACH The Sealed Sword Frenzy』（梅針）
- RONDO ROBE（日语：RONDO ROBE）戶外活動主持人（2005年—，每年初夏主辦）
- 聲優紅白歌合戰（日语：声優紅白歌合戦） 戶外活動發起人（2019年—）

### 電視劇
1979年
- 大河劇「草燃（日语：草燃える）」（NHK）—仁田忠常（日语：仁田忠常）（作為演員的出道作[來源請求]）
- （富士電視台、國際放映（日语：国際放映））—寺泉刑事

1980年
- 特搜最前線（日语：特捜最前線） 第162話、第209話、第312話（1980年—1982年，朝日電視台）—橫田、光夫、菊池正彥
- GM75小組 第265話—第355話（1980年—1982年，TBS）—高橋、雄次、扒手嫌疑人、中野、赤崎的夥伴、星野達三、五味
- 新五捕物帳（日语：新五捕物帳） 第117話—第194話（1980年—1982年，日本電視台）—和助、京助、傳八、文助

1981年
- 大河劇「女太閤記」（NHK）—前田利長
- 向太陽怒吼！（日语：太陽にほえろ!） 第481話—第673話（日本電視台）—外山靖、澤村（田上的老闆）、下田、阿部健、矢部
- 同心曉蘭之介（日语：同心暁蘭之介） 第11話（富士電視台）
- 懲罰人（日语：ザ・ハングマン#ザ・ハングマン 燃える事件簿（第17話から「ザ・ハングマン」）） 第34話（朝日放送）—佐竹

1982年
- GM82小組 第1話—第13話（TBS）—天野、村瀨吾郎、內海龍二

1983年
- 大河劇「德川家康」（NHK）—大久保忠員（日语：大久保忠員）／大久保甚四郎
- The Suspense（日语：ザ・サスペンス）「黃色的誘惑 一次小小的入店行竊是事件的開始 我不能再對抗那個男人了!!」（TBS）
- 週四黃金電視劇（日语：木曜ゴールデンドラマ）「母性犯罪 那晚，街頭惡魔出現了」（讀賣電視台）
- 西部警察 PART-III（日语：西部警察 PART-III） 第32話、第33話（朝日電視台）—三宅

1984年
- 大河劇「山河燃燒」（NHK）—栗原安秀
- 部長刑事（日语：部長刑事#サブタイトル） 第1327話（朝日放送）
- 新 大江戶搜査網（日语：大江戸捜査網#新 大江戸捜査網） 第8話、第25話（東京電視台）—隼的龍、源造
- 時代劇特集（日语：時代劇スペシャル (フジテレビ)）「怪談津的國屋 半七捕物帳」（1984年，富士電視台）
- 新大型時代劇「宮本武藏（日语：宮本武蔵 (NHK新大型時代劇)）」第26話（NHK）—玉照

1985年
- 大河劇「春之波濤」（NHK）—鯉沼八郎
- 私鐵沿線97分署（日语：私鉄沿線97分署） 第20話（朝日電視台）—巡査長
- 第23話（關西電視台）—源次
- 第18部（日语：水戸黄門 (第14-21部)#第18部） 第2話（1985年2月4日，TBS）—大濱屋的雲助
- 週三特別劇場（日语：月曜ドラマスペシャル）「單身家庭 最後一次見到愛情」（TBS）
- SUPER POLICE（日语：スーパーポリス） 第2話、第15話（TBS）
- 週六WIDE劇場（日语：土曜ワイド劇場）「整形新娘的復仇 婚禮上敲響三聲的殺戮鐘聲！」（朝日電視台）

1987年
- 向太陽怒吼！PART2（日语：太陽にほえろ!PART2） 第7話（NTV）—暗殺者
- 懲罰人6（日语：ザ・ハングマン#ザ・ハングマン6） 第3話（朝日放送）—針尾組組員
- 懲罰人GOGO（日语：ザ・ハングマン#ハングマンGOGO） 第3話（ABC）—長原（大王商事副社長）
- 錢形平次（日语：銭形平次 (風間杜夫)） 第6話、第12話、第33話（日本電視台）—彌造、為吉
- 對準槍口（日语：胸キュン刑事） 第13話（ANB）—黑田社長
- JUNGLE（日语：ジャングル (テレビドラマ)#ジャングル） 第29話（日本電視台）
- 第11話（朝日電視台）—梅津

1989年
- 大河劇「春日局」（NHK）—松野主馬（日语：松野重元）
- NEW JUNGLE（日语：ジャングル (テレビドラマ)#NEWジャングル） 第12話（日本電視台）
- 大猩猩警視廳搜査第8班（日语：ゴリラ・警視庁捜査第8班） 第5話、第45話（1989年—1990年，朝日電視台）—大西清治
- Hello！Good bye 第9話（日本電視台）
- 暴坊將軍III 第73話（朝日電視台）—藤次
- 名奉行 遠山的金桑（日语：名奉行 遠山の金さん） 第2系列（日语：名奉行 遠山の金さん#第2シリーズ） 第9話（朝日電視台）—壺八

1990年
- 週六WIDE劇場「松江·宍道湖殺人事件 隱藏在夕陽下的虛假戀情」（朝日電視台）
- 世界奇妙物語（1990年—2001年，富士電視台）
- 名奉行 遠山的金桑（日语：名奉行 遠山の金さん） 第3系列（日语：名奉行 遠山の金さん#第3シリーズ） 第6話、第26話（1990年—1991年，朝日電視台）—岩本陣八郎、鹿造
- 大岡越前（日语：大岡越前 (テレビドラマ)） 第11部（日语：大岡越前 (テレビドラマ)#第11部） 第20話（TBS）—源次
- 刑事貴族（日语：刑事貴族#刑事貴族） 第16話（日本電視台）—植木
- 八百八町夢日記（日语：八百八町夢日記） 第1系列（日语：八百八町夢日記#第1シリーズ） 第27話（日本電視台）

1991年
- 大江戸捜査網（平成版 第2系列（日语：大江戸捜査網#大江戸捜査網（1991年度版）） 第11話、第21話（1991年—1992年，東京電視台）—大瀧、藤井
- 刑事貴族2（日语：刑事貴族#刑事貴族2） 第3話（日本電視台）
- 長七郎江戶日記（日语：長七郎江戸日記） 第3系列（日语：長七郎江戸日記#第3シリーズ） 第12話（日本電視台）—仙太
- 將軍家光微訪（日语：将軍家光忍び旅#将軍家光忍び旅） 第22話（朝日電視台）—青目
- 週二懸疑劇場「刑事室戶梓系列 第2作」（日本電視台）—柄澤

1993年
- 第3話（東京電視台）

2016年
- -Saki- 第2話（TBS）—旁白

### 電影
1980年
- 背德夫人的欲望（信一）
- 跳吧，鐵騎兵！（日语：鉄騎兵、跳んだ）（植木修三）
- 百惠之唇：愛獸（冬木和彥）

1981年
- 愛欲生活：濕夜（篠田龍夫）

1983年
- 禁止發售秘畫的女人（瀧鐮次郎）

1984年
- 蘭的肉體（加津）

1985年
- 高校教師 成熟（米田邦雄）
- 花與蛇 地獄篇（川田美津夫）

1990年
- 浪人街（日语：浪人街 (1990年の映画)）（松井作兵衛）

1991年
- 絕地勇士（日语：ケルベロス-地獄の番犬）（演出協力）

### 非戲院首映
- （1990年，日活）

### 廣告
- 朝日啤酒 （電視旁白）
- Exel Human株式會社 企業廣告（電視旁白）
- NTT DoCoMo （電視旁白）
- 角川書店 「Keroro軍曹活動」（電視，Giroro伍長）
- 大正製藥 （TV，旁白）
- 中部電力 （電視旁白）
- Digital Tu-Ka（日语：デジタルツーカー）九州（現軟銀）
  - （電視旁白）
  - （電視旁白）
- 日立製作所 （電視旁白）
- FUJITSU 「服務器」（電視旁白）
- 文化放送 「日野Midnight Graffiti 奔跑吧！歌謠曲（日语：日野ミッドナイトグラフィティ 走れ!歌謡曲）」（電台旁白）
  - 日野汽車（電台、及上面《奔跑吧！歌謠曲》內電視廣告旁白）
- 松下電器產業（現Panasonic）
  - （電視旁白）
  - （電視旁白）
- music.jp（電視旁白）
- 美能達（現柯尼卡美能達） （電視旁白）
- 明治製（現明治） 肖邦系列（電視旁白）
- 週四洋片劇場（日语：木曜洋画劇場）（《K-19》等預告片旁白）
- 華納·蘭伯特（日语：シック・ジャパン） （電視旁白）
- 阿特拉斯 GB遊戲（1990年，電視旁白）
- 日本食研（日语：日本食研ホールディングス） 宴會廳牛排醬汁品種（1991年，電視旁白）
- 萬代 SFC遊戲「七龍珠Z 超級賽亞人傳說」（1991年，電視旁白）
- 三共（日语：三共 (製薬会社)）（現第一三共健康護理（日语：第一三共ヘルスケア）） （1993年，電視旁白）
- 朝日啤酒 （1994年，電視旁白）
- Evans（日语：エバンス） （1995年，電視旁白）
- 史克威爾 PS遊戲「前線任務（日语：FRONT MISSION）」（1995年，電視旁白）
- 朝日啤酒 （1995年，電視旁白）
- 茨城縣商工勞工處觀光物產課 （1996年，電視旁白）
- 朝日啤酒 （1996年，電視旁白）
- 史克威爾 SFC遊戲「前線任務系列：槍之危機（日语：FRONT MISSION SERIES GUN HAZARD）」（1996年，電視旁白）
- 史克威爾 SFC遊戲「追寶威龍」（1996年，電視旁白）
- 全日本貨車協會（日语：全日本トラック協会） （1996年，電視旁白）
- 豐島園 （1996年，電視旁白）
- 邁那得（日语：日本メナード化粧品） （1996年，電視旁白）
- 松下電器產業（現Panasonic） （1996年，電視旁白）
- Acecook（日语：エースコック） （1997年，電視旁白）
- B-MAX（日语：ビーマックス） （1997年，電視旁白）
- 飯山電機 （1998年，電視旁白）
- 花王 （1998年，電視旁白）
- 加藤電機（日语：ケーズホールディングス） （1998年，電視旁白）
- TAKARA PS遊戲「新世紀機器人戰記勇者聖戰（日语：新世代ロボット戦記ブレイブサーガ）」（1998年，電視旁白）
- Victor Interactive Software（現Marvelous Interactive（日语：パック・イン・ビデオ）） PlayStation「夜想曲（日语：夜想曲 (ゲーム)）」
- 史克威爾 「穿越時空」（1999年，電視旁白）
- 江崎固力果 （2000年，電視旁白）
- 艾尼克斯 PS遊戲（2000年，電視旁白）
- 新進（日语：新進） （2000年，電視旁白）
- 翼證劵（日语：UFJつばさ証券） （2000年，電視旁白）
- 日石三菱（日语：新日本石油）（現ENEOS） （2000年，電視旁白）
- 華歌爾 （2000年，電視旁白）
- 江崎固力果 （2001年，電視旁白）
- ASCII PS2遊戲（2001年，電視旁白）
- Sony Pictures Entertainment（2001年，電視旁白）
- 日清食品 （2001年，電視旁白）
- 萬代 PS2遊戲「機動戰士鋼彈戰記 Lost War Chronicles」（2002年7月，電視旁白）
- 萬代影視 （2002年，電視旁白）
- 萬代影視 （2002年，電視旁白）
- VICTORINOX JAPAN （2002年，電視旁白）
- LEDA Central （2002年，電視旁白）
- BANPRESTO 「超級機器人大戰Scramble Commander（日语：スーパーロボット大戦Scramble Commander）」（2003年，電視旁白）
- 卡普空 PS2、GC遊戲「洛克人X 指令任務」（2004年，電視旁白）
- 萬代 GBA遊戲「機動戰士鋼彈SEED DESTINY」（2004年，電視旁白）
- 萬代 （2005年，電視旁白）
- 史克威爾艾尼克斯 DS遊戲「勇者鬥惡龍怪獸篇Joker」（2006年，電視旁白）
- 萬代 「神羅萬象（日语：神羅万象チョコ）」（2005年3月—2006年10月，電視旁白）[注 22]
- 史克威爾艾尼克斯 「勇者鬥惡龍 怪獸戰鬥之路」（2007年6月，電視旁白）
- 萬代 GUNPLA （2007年，電視旁白）
- SUNTORY FOODS（日语：サントリーフーズ） （2008年5月，電視旁白 等）
- VAP「黃金公主：敵中突破」（2008年5月，電視旁白）
- 萬代南夢宮遊戲 Wii遊戲「交響曲傳奇 -拉塔特斯克的騎士-」（2008年5月—，電視旁白）
- 大和美姬丸「mihimarise（日语：mihimarise）」（2008年5月，電視旁白）
- 花王 （2008年7月，電視旁白）
- 史克威爾艾尼克斯 「勇者鬥惡龍 怪獸戰鬥之路」廣受好評營運中（2008年7月，電視旁白）
- 史克威爾艾尼克斯 DS遊戲「勇者鬥惡龍V 天空的新娘」（2008年7月，電視旁白）
- PONY CANYON阿久悠致敬CD「歌鬼」（2008年7月，電視旁白）
- 可口可樂（2008年9月，電台旁白）
- 札幌啤酒 男學生、女學生篇（2008年10月，電台旁白、老師的聲音）
- SANKYO（日语：三共 (パチンコ)） 「CR FEVER星際大戰：達斯·維達降臨」（2008年10月，電視、電台旁白）
- 牛角等（2008年11月—，電視旁白）
- 札幌啤酒 （2008年11月，電台旁白、審査員的聲音）
- 科樂美 DS遊戲「幻想水滸傳黃道之輪（日语：幻想水滸伝ティアクライス）」（2008年12月，電視旁白）
- 萬代南夢宮遊戲 DS遊戲「超劇場版Keroro軍曹 擊侵龍鬥士軍團是也！（日语：超劇場版ケロロ軍曹 撃侵ドラゴンウォリアーズであります! (ゲーム)）」（2009年2月，Giroro伍長的聲音）
- 可果美 （2009年3月，電台旁白）
- Panasonic（2009年5月，電台旁白）
- 萬代南夢宮遊戲 PSP遊戲「決鬥傳奇（日语：テイルズ オブ バーサス）」（2009年6月，電台旁白）
- 麥當勞（2009年7月—，電台旁白）
- 史克威爾艾尼克斯 DS遊戲「勇者鬥惡龍VI 幻之大地」（2010年1月，電台旁白）
- YKK AP（日语：YKK AP）TypeA—C（2010年3月，電台旁白、博士、窗口）
- YKK AP（2010年3月，電台旁白、丈夫的聲音）
- 萬代 「假面騎士/OOO變身系列」（2010年9月，電視旁白）
- 萬代 DATA CARDDASS（日语：データカードダス）「假面騎士對決化身騎士（日语：仮面ライダーバトル ガンバライド） 001彈—」（2010年9月—，電視旁白）
- 劇場版 假面騎士×假面騎士 OOO & W feat. Skull Movie大戰 Core（2010年10月，電視旁白）
- 萬代南夢宮遊戲 Wii、PSP遊戲「假面騎士 Climax Heroes OOO」（2010年11月，電視旁白）
- NTT docomo「智能手機」（2011年4月，電台旁白、智能手機的聲音）
- Rinnai（2011年6月，電視旁白）
- De Agostini（日语：デアゴスティーニ） Japan（2011年6月，電視旁白）
- SUGI藥局（日语：スギ薬局）公司名稱稱呼（2015年，電視、電台、店內旁白）
- 集英社 Ultra Jump（2015年4月，電視旁白、恩里克·普奇（日语：エンリコ・プッチ）的聲音）
- De Agostini Japan（2016年1月，電視旁白）
- 丸井動畫（日语：丸井グループ）「貓咪帶來的圓圓的幸福（日语：猫がくれたまぁるいしあわせ）」（2018年，電視、YouTube，津田龍的聲音[239]）
- Mister Donut「misdo meets 宇治茶 祇園辻利」（2018年4月，電視旁白）
- 講談社 「騎乘之王」漫畫第1冊（2019年1月，電視、YouTube，旁白、普魯契諾夫的聲音）
- U-NEXT「騎乘之王」電子書漫畫第3冊（2019年10月，電視、YouTube，旁白、普魯契諾夫的聲音 等）
- JT（2020年—2021年，YouTube，骷髏13（日语：ゴルゴ13 (架空の人物)）的聲音）
- MIXI（日语：MIXI） 怪物彈珠11週年紀念活動（2024年，YouTube，奧斗[240]）

### 其它
- 安娜與國王（預告片旁白）
- 追寶威龍PV（旁白）
- DVD（算數機器人）
- 萬代轉蛋「SOUNDROP（日语：サウンドロップ） Keroro軍曹共鳴搖擺」（Giroro）
- 萬代轉蛋「SOUNDROP Keroro軍曹」（Giroro）
- 「隔離島」PV（2010年9月，旁白）
- 史克威爾艾尼克斯 PS3／Xbox 360／Win遊戲「前線任務 進化」PV（2010年9月，旁白）
- 日本Falcom PS3／PS Vita遊戲「英雄傳說 閃之軌跡」PV（2013年，旁白）
- 旺文社 初學者托福®考試 完整準備 [修訂版]（2014年，旁白）
- 東京迪士尼樂園 東京迪士尼萬聖節（日语：ディズニー・ハロウィーン） 遊行『Spooky “Boo！” Parade』（2018年—2019年，Ghost Master）
- 子彈才不會進到鍋裡來（日语：鍋に弾丸を受けながら） 有聲漫畫（2022年，友人K[241]）
- 魔法醫生雷克斯的變態病例 PV（2025年，雷克斯[242]）

## 腳註

## 外部連結
- 中田讓治｜大澤事務所 （日語）
- 中田讓治的X（前Twitter） （日語）